# Uraz
Uraz ist ein türkischer männlicher Vorname mit der Bedeutung „Schicksal, Chance, Glück“, der auch als Familienname auftritt.

## Namensträger

### Familienname
- Fatih Uraz (* 1960), türkischer Fußballspieler, -trainer und -experte
- Onursal Uraz (1944–2021), türkischer Fußballspieler
- Yağmur Uraz (* 1990), türkische Fußballspielerin